# 庫丁卡
49°28′59″N 27°42′37″E / 49.48306°N 27.71028°E
庫丁卡（烏克蘭語：Кудинка）是位於烏克蘭西部的村莊，由赫梅利尼茨基州裡赫梅利尼茨基區的萊蒂奇夫市鎮負責管轄。該村始建於1616年，面積1.17平方公里，海拔高度268米，2001年人口302。